# Mysławczyce
Mysławczyce – wieś w Polsce położona w województwie małopolskim, w powiecie proszowickim, w gminie Proszowice.
Wieś prepozyta kapituły kolegiaty św. Michała w Krakowie w powiecie proszowickim województwa krakowskiego w końcu XVI wieku. W latach 1975–1998 miejscowość administracyjnie należała do województwa krakowskiego.